# Dipterygina
Dipterygina is een geslacht van vlinders van de familie Uilen (Noctuidae), uit de onderfamilie Hadeninae.

## Soorten
- D. babooni Bethune-Baker, 1906
- D. cupreotincta Sugi, 1954
- D. indica Moore, 1867
- D. japonica Leech, 1889
- D. kebeae Bethune-Baker, 1906